# Lista de Países da África por área
Abaixo está uma lista de todos os países da África , em ordem de área geográfica. A Argélia é o maior país da África e do mundo árabe desde a divisão do Sudão em 2011. Seychelles é o menor país da África em geral, com a Gâmbia sendo o menor país da África continental.

Africa

| Rank | Países                         | Área                              | Notas |
| ---- | ------------------------------ | --------------------------------- | --- |
| 1    | Argélia                        | 2 381 741 km2 (919 595 sq mi)     | Maior país do mundo árabe e o décimo maior país do mundo. |
| 2    | República Democrática do Congo | 2 345 409 km2 (905 567 sq mi)     | |
| 3    | Sudão                          | 1 861 484 km2 (718 723 sq mi)     | Com uma área de 2 505 813 km 2 , o Sudão era anteriormente o maior país da África até o Sudão do Sul se separar formalmente do Sudão do Norte em 2011                                                    |
| 4    | Líbia                          | 1 759 540 km2 (679 362 sq mi)     | |
| 5    | Chade                          | 1 284 000 km2 (495 755 sq mi)     | Maior país sem litoral da África. |
| 6    | Níger                          | 1 267 000 km2 (489 191 sq mi)     | |
| 7    | Angola                         | 1 247 000 km2 (481 469 sq mi)     | Incluindo o enclave de Cabinda. Angola é o maior país da África que está completamente no Hemisfério Sul, e o quarto maior país do mundo completamente no Hemisfério Sul.                                |
| 8    | Mali                           | 1 240 192 km2 (478 841 sq mi)     | |
| 9    | África do Sul                  | 1 221 037 km2 (471 445 sq mi)     | Incluindo as Ilhas do Príncipe Eduardo . A África do Sul é o segundo maior país da África que está completamente no Hemisfério Sul, e o quinto maior país do mundo está completamente no Hemisfério Sul. |
| 10   | Etiópia                        | 1 104 300 km2 (426 373 sq mi)     | Maior país sem litoral por população na África e no mundo. |
| 11   | Mauritânia                     | 1 030 700 km2 (397 955 sq mi)     | |
| 12   | Egito                          | 1 001 449 km2 (386 662 sq mi)     | 1.010.408 km 2 (390.121 milhas quadradas) ao incluir a região do Sinai , que geograficamente faz parte da Ásia Ocidental .                                                                               |
| 13   | Tanzânia                       | 945 203 km2 (364 945 sq mi)       | Incluindo o Arquipélago de Zanzibar . Maior país de língua suaíli na África e no mundo; maiores massas de água, incluindo lagos e rios na África, maior número de leões do mundo.                        |
| 14   | Nigéria                        | 923 768 km2 (356 669 sq mi)       | Maior país da África em termos de população. |
| 15   | Namíbia                        | 825 418 km2 (318 696 sq mi)       | |
| 16   | Moçambique                     | 801 590 km2 (309 496 sq mi)       | |
| 17   | Zâmbia                         | 752 614 km2 (290 586 sq mi)       | |
| 18   | Marrocos                       | 710 850 km2 (274 461 sq mi)       | |
| 19   | Sudão do Sul                   | 644 329 km2 (248 777 sq mi)       | |
| 20   | Somália                        | 637 657 km2 (246 201 sq mi)       | Incluindo a Somálilandia. |
| 21   | República Centro-Africana      | 622 984 km2 (240 535 sq mi)       | Excluindo as disputadas ilhas de Bassas da Índia , Ilha Europa , Ilhas Gloriosas e Ilha Juan de Nova , atualmente administradas pela França . Madagascar é o maior país insular da África.               |
| 22   | Madagascar                     | 587 041 km2 (226 658 sq mi)       | |
| 23   | Botswana                       | 581 726 km2 (224 606 sq mi)       | |
| 24   | Quénia                         | 580 367 km2 (224 081 sq mi)       | |
| 25   | Camarões                       | 475 442 km2 (183 569 sq mi)       | |
| 26   | Zimbabwe                       | 390 757 km2 (150 872 sq mi)       | |
| 27   | Congo                          | 342 000 km2 (132 047 sq mi)       | |
| 28   | Costa do Marfim                | 322 460 km2 (124 503 sq mi)       | |
| 29   | Burquina Fasso                 | 274 000 km2 (105 792 sq mi)       | |
| 30   | Gabão                          | 267 668 km2 (103 347 sq mi)       | |
| 31   | Guiné                          | 245 857 km2 (94 926 sq mi)        | |
| 32   | Gana                           | 238 534 km2 (92 098 sq mi)        | |
| 33   | Uganda                         | 241 037 km2 (93 065 sq mi)        | Segundo maior país africano sem litoral em população (mais de 46 milhões de pessoas), depois da Etiópia.                                                                                                 |
| 34   | Senegal                        | 196 723 km2 (75 955 sq mi)        | |
|      |                                |                                   | |
| 35   | Tunísia                        | 163 610 km2 (63 170 sq mi)        | |
| 36   | Malawi                         | 118 484 km2 (45 747 sq mi)        | |
| 37   | Eritreia                       | 117 600 km2 (45 406 sq mi)        | |
| 38   | Benim                          | 112 622 km2 (43 484 sq mi)        | |
| 39   | Libéria                        | 111 369 km2 (43 000 sq mi)        | |
| 40   | Serra Leoa                     | 71 740 km2 (27 699 sq mi)         | |
| 41   | Togo                           | 56 785 km2 (21 925 sq mi)         | |
| 42   | Guiné-Bissau                   | 36 125 km2 (13 948 sq mi)         | |
| 43   | Lesoto                         | 30 355 km2 (11 720 sq mi)         | |
| 44   | Guiné Equatorial               | 28 051 km2 (10 831 sq mi)         | |
| 45   | Burundi                        | 27 830 km2 (10 745 sq mi)         | |
| 46   | Ruanda                         | 26 798 km2 (10 347 sq mi)         | |
| 47   | Djibouti                       | 23 200 km2 (8 958 sq mi)          | |
| 48   | Eswatini                       | 17 364 km2 (6 704 sq mi)          | Menor país sem litoral da África por área e população. |
| 49   | Gâmbia                         | 10 380 km2 (4 008 sq mi)          | o Menor país da África continental. |
| 50   | Espanha                        | 7 524 km2 (2 905 sq mi)           | 505.994 km 2 ao incluir a Espanha peninsular e as Ilhas Baleares , que geograficamente fazem parte da Europa .                                                                                           |
| 51   | Cabo Verde                     | 4 033 km2 (1 557 sq mi)           | |
| 52   | Comores                        | 2 235 km2 (863 sq mi)             | 1.862 km 2 excluindo as ilhas disputadas das Ilhas Gloriosas e Mayotte , atualmente administradas pela França .                                                                                          |
| 53   | Maurícia                       | 2 040 km2 (788 sq mi)             | Incluindo Agaléga , Rodrigues e São Brandão . Excluindo as ilhas disputadas do Arquipélago de Chagos e a Ilha de Tromelin , atualmente administradas pelo Reino Unido e pela França, respectivamente.    |
| 54   | São Tomé e Príncipe            | 964 km2 (372 sq mi)               | |
| 55   | Seicheles                      | 451 km2 (174 sq mi)               | |
|      | Total                          | 30 365 000 km2 (11 723 992 sq mi) | |